# Tuppers Plains (Ohio)
Tuppers Plains é um lugar designado pelo censo localizado no condado de Meigs no estado estadounidense de Ohio. No Censo de 2010 tinha uma população de 465 habitantes e uma densidade populacional de 98,86 pessoas por km².

## Geografia
Tuppers Plains encontra-se localizado nas coordenadas 39° 10′ 21″ N, 81° 50′ 48″ O. Segundo o Departamento do Censo dos Estados Unidos, Tuppers Plains tem uma superfície total de 4.7 km², da qual 4.7 km² correspondem a terra firme e (0%) 0 km² é água.

## Demografia
Segundo o censo de 2010, tinha 465 pessoas residindo em Tuppers Plains. A densidade populacional era de 98,86 hab./km². Dos 465 habitantes, Tuppers Plains estava composto pelo 97.2% brancos, 0.43% eram afroamericanos, 0.43% eram amerindios, 0.22% eram asiáticos, 0.22% eram insulares do Pacífico, 0% eram de outras raças e o 1.51% pertenciam a duas ou mais raças. Do total da população 0% eram hispanos ou latinos de qualquer raça.